# Lucio Brutio Quincio Crispino
Lucio Brutio Quincio Crispino  fue un político romano del siglo II.

## Familia
Fue miembro de la gens Brutia, hijo del consular Cayo Brutio Presente y hermano de la emperatriz Brutia Crispina. Su familia procedía de Volcei. Fue padre de Cayo Brutio Presente y Lucio Brutio Presente.

## Carrera pública
Alcanzó el consulado en el año 187.